# حزمة تجارية
الحزمة التجارية في العرف المالي هي نطاق الأسعار الخاصة بسلعة أو عملة ويشمل عدة نطاقات.

## الحزمة التجارية للعملة
وهي نطاق الأسعار التي من خلالها يتم التحكم في معدلات أسعار العملات.

## قناة كلتنر
وهي مؤشر فني يدل على مجموعة الأسعار الأعلى أو الأدنى من متوسط أسعار السلعة والتي يمكن أن تشير إلى اتجاه متغير.

## نطاق بولينجر
مؤشر فني آخر، مجموعة الأسعار الأعلى أو الأدنى من متوسط سعر السلعة والتي يمكن أن تشير إلى توجه متغير.